# Allan Wolsey Cardinall
Allan Wolsey Cardinall (1887-1956) fue un administrador colonial y escritor británico.

## Carrera
Se unió al Colonial Office y fue nombrado comisionado de distrito en la Costa de Oro británica, actual Ghana. Entre 1920 y 1932 escribió una serie de libros y publicaciones sobre el África Occidental Británica, incluyendo un libro sobre los nativos del territorio.
Se desempeñó como comisionado de las Islas Caimán de 1934 a 1940 y como gobernador del territorio británico de ultramar de las Islas Malvinas, en litigio con Argentina, entre 1941 y 1946.
Fue nombrado compañero de la Orden de San Miguel y San Jorge en 1937 y caballero comendador de la Orden del Imperio Británico en los honores de año nuevo de 1943.